# Бухтарма (річка)
Бухтарма (Буктирма, Букторма; каз. Бұқтырма өзені) — річка в Східно-Казахстанській області, права притока Іртишу (впадає в Бухтарминське водосховище). У низці джерел, наприклад, у «РБСП», згадується як Бухтурма.
Довжина річки — 336 км, площа басейну — 12 660 км2 (за іншими даними довжина річки — 405 км, площа басейну — 15 500 км2). Виток у льодовиках хребта Південний Алтай. По вододілу проходить кордон із Республікою Алтай у складі Росії. У верхів'ях Бухтарма — гірська річка, що тече у вузькій долині, у пониззі характер течії спокійніший. Живлення змішане. Повінь — навесні та влітку. Замерзає із другої половини листопада до квітня. Товщина льоду сягає 50-80 см. Вода м'яка, прісна (100—250 мг/л). Використовується для лісосплаву. Середня витрата води — 214 м3/с.
У басейні Бухтарми розташоване місто Алтай.

## Дослідження
Уперше долина річки була вивчена комісією під керівництвом П. Бабкова в 1869 році.

## У народних уявленнях
Долини річки — прообраз легендарного «Біловоддя», країни з молочними річками (реальний колір води в річці) та кисільними берегами. Тут з початку XVIII століття сформувалася етнографічна група росіян — камінщики, тобто старовіри, що пішли на схід після богослужбової реформи (бухтармінці).

## Притоки
Притоки Бухтарми від витоку до гирла:
← Ліва притока
→ Права притока
- → Чиндагатуй
- → Біла Берель
- → Чорнова
- ← Согірна (Саримсак)
- → Кауриха
- → Біла
- ← Собаче
- → Язова
- → Бобрівка
- ← Ячмінка
- → Черньова
- → Хамір
- → Тургусун

## Прикордонзона

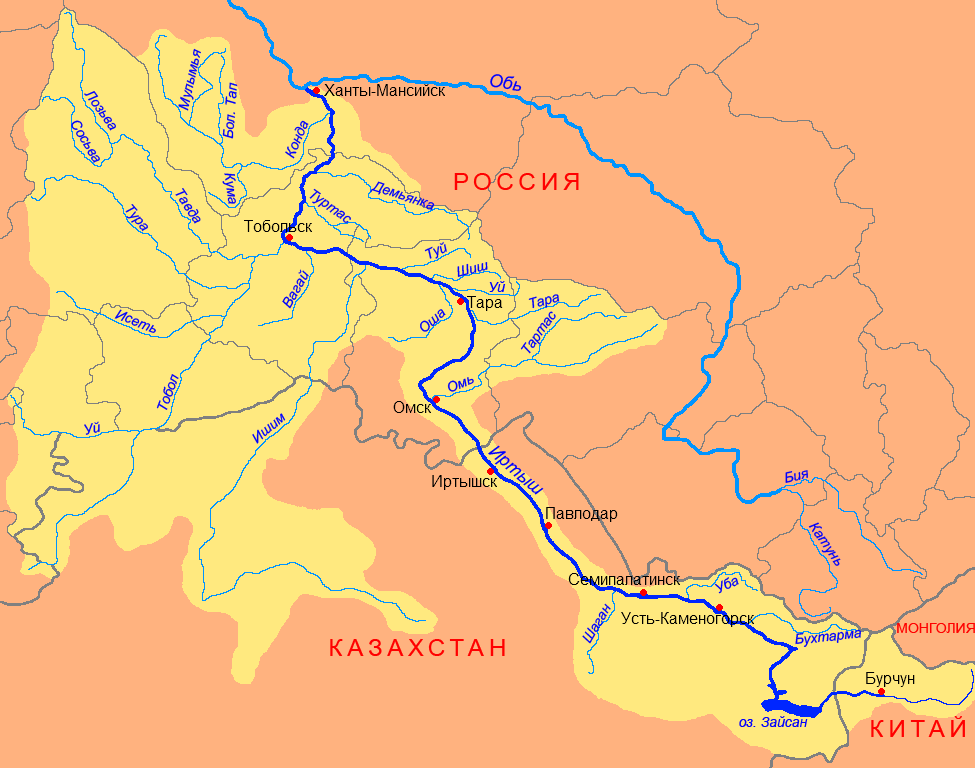
Басейн Іртишу

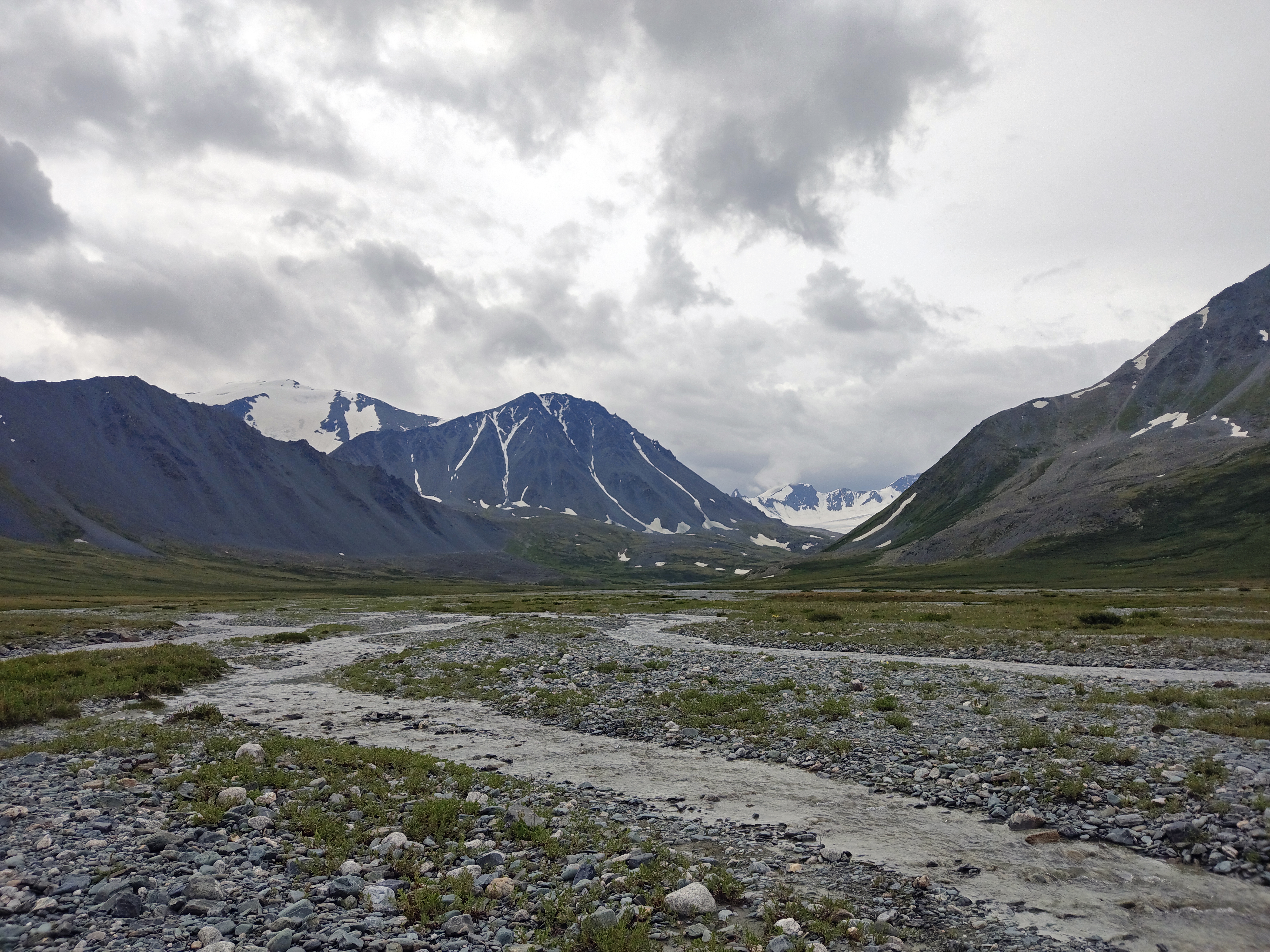
Витоки р. Бухтарма, Укок, Катон-Карагайський ДНПП

Наразі переходи з РФ у РК і назад заборонені, оскільки немає офіційно організованих прикордонних пунктів — найближчий, де можливий перехід кордону, розташований в районі міста Шемонаїха. Прикордонний перехід поблизу міста Риддер (Леніногорськ) планувався до відкриття на початку 2000-х років, але так і не було відкрито. Будь-який перетин кордону припиняється силами прикордонних військ обох сторін.
Для відвідування верхів'їв Бухтарми та Берелі (також Чорної та Білої Берелі) необхідно заздалегідь оформити дозвіл на відвідування прикордонної смуги з обов'язковим обґрунтуванням та наявністю маршрутного листа, а також оформити перепустку для перебування на території Катон-Карагайського державного національного природного парку в конторі ККДНПП Катон-Карагай.

## Фауна
До найцінніших видів іхтіофауни верхньої та середньої течії Бухтарми відносяться сибірський харіус, звичайний таймень. У нижній і середній течії звичайні пічкур сибірський, лящ, ялець сибірський, плітка звичайна, сибірська щипавка, голець сибірський, щука, минь, річковий окунь, сибірський підкам'янник, строкатоплавцевий бабець тощо.
Із числа ссавців, нерозривно пов'язаних із річковою системою, вирізняються ондатра, візон річковий та річкова видра. Також у басейні Бухтарми трапляється звичайний бобер.

## Топографічні карти

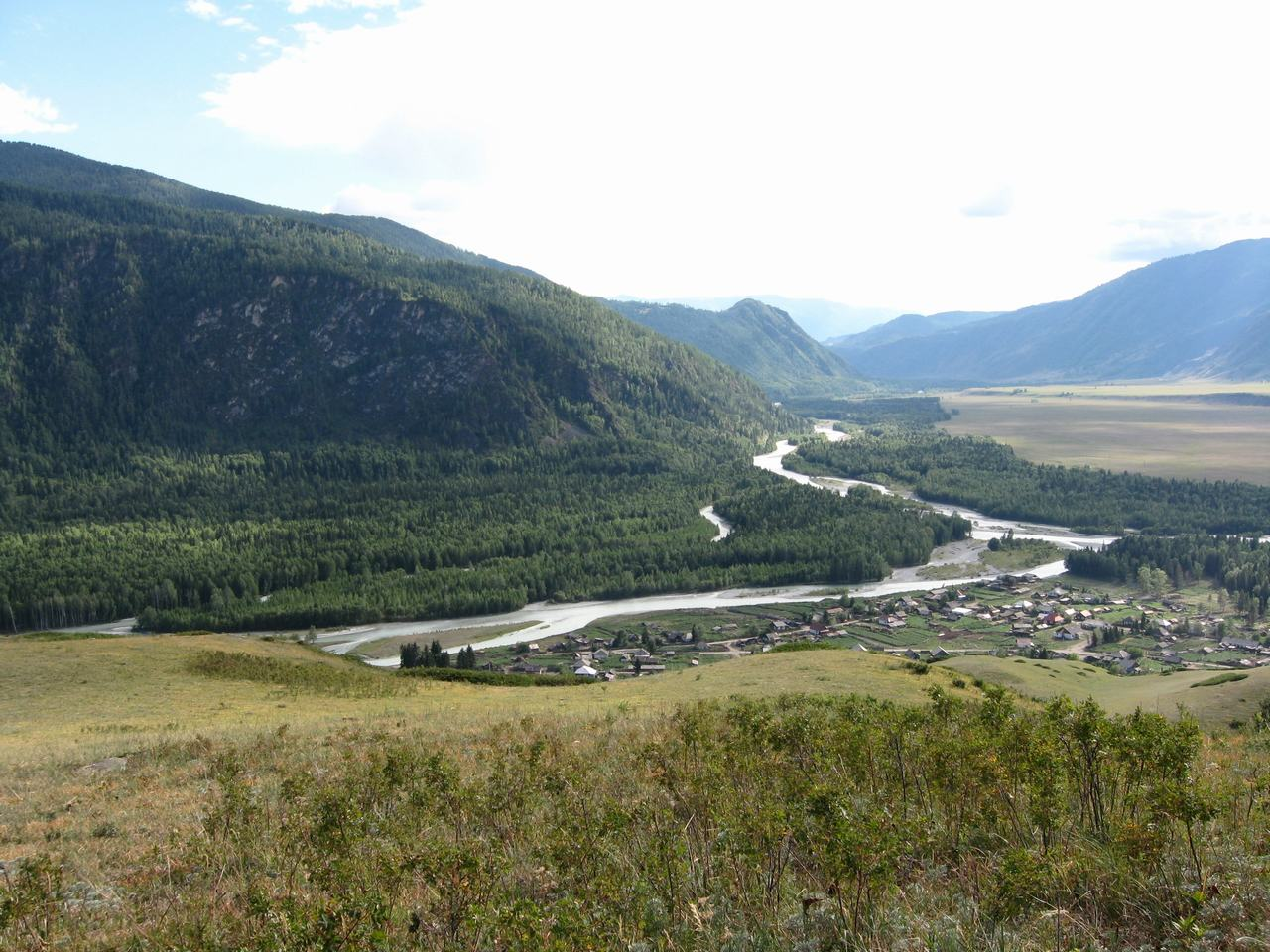
Злиття річок Бухтарма та Берель — panoramio.

- Аркуш карти M-45-XIX Зыряновск. Масштаб: 1 : 200 000. (рос.) Зазначити дату випуску/стану місцевості.